# Bainbridge, North Yorkshire
Bainbridge är en ort och civil parish i Storbritannien.   Den ligger i grevskapet North Yorkshire och riksdelen England, i den centrala delen av landet, 300 km norr om huvudstaden London. Bainbridge ligger 219 meter över havet och antalet invånare är 480.
Terrängen runt Bainbridge är huvudsakligen lite kuperad. Bainbridge ligger nere i en dal som går i öst-västlig riktning. Runt Bainbridge är det ganska glesbefolkat, med 38 invånare per kvadratkilometer. Närmaste större samhälle är Leyburn, 17,7 km öster om Bainbridge. Trakten runt Bainbridge består i huvudsak av gräsmarker.